# دریچوک
دریچوک (به لاتین: Drieňok) یک کوه در اسلواکی است که در Turčianske Teplice District واقع شده‌است. دریچوک ۱٬۲۶۸ متر بالاتر از سطح دریا واقع شده‌است.